# Lawley-River-Nationalpark
Der Lawley-Nationalpark (englisch: Lawley National Park) liegt östlich des Mitchell-River-Nationalparks in der menschenleeren und wenig erschlossenen Kimberley-Region in nördlichen Western Australia an der Küste des Indischen Ozeans.
Der 175,72 km² große Nationalpark ist lediglich zu Fuß erreichbar. Er kann nur mit Erlaubnis des Wunambal Gaambera Aboriginal Corporation and the Department of Parks and Wildlife betreten werden. Der Zutritt erfolgt üblicherweise von der Landepiste für Flugzeuge aus, die sich auf dem Mitchell Plateau befindet. Besucher sollten Buscherfahrungen haben, denn sie müssen sich selbst versorgen. In der Wildnis im Park gibt es keine Wege oder Baulichkeiten.
Das Gebiet wurde im Jahr 2000 zum Nationalpark erklärt.
Nachdem Rio Tinto und Alcoa ihre Bergrechte über ein Gebiet von 17.500 km² in der Kimberley-Region im Jahr 2015 zurückgegeben haben, entstanden politische Überlegungen, die drei Nationalparks Prince-Regent-Nationalpark, Mitchell-River-Nationalpark und Lawley-River-Nationalpark zu einem großen Kimberley-Nationalpark zusammenzulegen, dem größten Nationalpark Australiens.